# محمود أبو بكر (شاعر)
شاعر سوداني لقب بالشاعر ( النسر) 
النشأة والميلاد
ولد الشاعر محمود أبوبكر في مدينة بور بولاية أعالي النيل، والدته هي الحاجة حميدة محمد
لقب بالشاعر النسر لأنه عسكري شجاع ومقاتل بكلمه وكان يوقع قصائده بأسم النسر
.ينتمي الشاعر الصاغ محمود أبوبكر لأسرة بدوية تنتسب إلى بيت من زعامات قبيلة الحلنقة إحدى الممالك الخمسة الرئيسية التي تسكن شرق السودان
تنقلت اسرته في عدة مدن سودانية مثل عطبرة ، كسلا ، امدرمان والابيض التي درس فيها تعليمه الابتدائي  بالمدرسة الأمريكية ومنها انتقلت اسرته إلى حلفا التي اكمل فيها تعليمه المتوسط 
التحق بكلية غردون التذكارية في العام 1932 في قسم الإدارة المكتبية التي تخرج منها في العام 1934، وفي العام 1938 تم تعيينه في وظيفة بادارة
السكة الحديد، ومنها التحق  بالمدرسة الحربية التي تخرج منها في الدفعة الثانية العام وعقب تخرّجه عمل في مدرسة المشاة، ومنها انتقل إلى سلاح الفرسان في شندي، ولما بدأت الحرب العالمية الثانية متم تكليفه من قبل الجيش للعمل في المعارك التي دارت في صحاري شرق أفريقيا محارباً في عدة جهات (شمال إفريقيا ،شرق إفريقيا في أثيوبيا ، حرب الكرن وتحرير أرتريا فقد كان ثائر النفس منفعلا بقضايا الوطن السياسية والاجتماعية.وعقب انتهاءه من الجيش عمل رئيساً لقسم الترجمة في وزارة الاستعلامات والعمل.
من أصدقائه من ذلك الجيل محمد احمد محجوب .احمد محمد صالح .خلف الله بابكر.عقيل احمد عقيل. عرفات محمد عبدالله وآخرين.
كانت للشاعر محمود ابوبكر العديد من المواهب بجانب ذخيرته الشعرية فقد كان مغنيا وعازفاً ومغنيا ورساماً موهوباً.ومشحونا بحب الوطن) ويتحدث ثلاث لغات وهي اللغة الإنجليزية، اللغة الإيطالية واللغة اللاتينية
كتبه
. ألّف الصاغ محمود أبوبكر (نظرات عابرة ) عن تاريخ الأدب العربي.
قصائده
ومتلك الشاعر محمود أبوبكر ديواناً شعرياً واحد ( أكواب بابل من السنة البلابل وهو ديوان ضخم جمع فيه الشاعر كل أشعاره وكتب أكثر من (200) قصيدة وطنية مثل
أنا الجاني
وراء الأثير
قهقهة المدافع ,
ايه يا مولاي التي تغنى بها الفنان خضر بشير
يه يامولاى ايه من حديث أشتهيه
وجمال أنت فيه بغية القلب النزيه
عسعس الليل فناما واكتسى الوادي ظلاما
إن يكن صمتي رهيبا فأن صمتك كلاما
وأرى الوجه تجلى فوقه الشعر تدلى
عجبت عيني لبدر منك بالليل استظل
دارى البارق حاكى بارقاً ابكى ملاكا
مابكى الافق ولكن إذ رأى دمعي تباكى
اسقني خمر الدناني نخب حب ودفاء
أن في عيناك رأى بعض آيات السماء
فأرددي الكأس إليّ كسرها غالي عليّ
أنها أروت ظمياً وافياً مادام حيا
وأرى البان تثنى وله البلبل غنى
فأعلمي يا هند أنّا نكتم الحب ونغني
إيه يامولاي إيه من حديث أشتهيه
وجمال أنت فيه بغية القلب النزيه 
زاهي في خدرو
أغنية زاهي في خدرو التي كتبها في رفيقه دربه الحاجة فاطمة محمد مدني والتي تغنى بها عميد الفن الفنان أحمد المصطفى قام بتأليفها في الصحراء الليبية عندما سافر عقب زواجه بشهرين متحدثاً من خلالها عن زوجته والم الفراق
صه يا كنار
تلك القصيدة التي صارت رمزا لحركة النضال الوطني قام بتلحينها الموسيقار إسماعيل عبد المعين وتغنت لأول مرة سنة 1944م 
صَهْ يا كنارُ وضعْ يمينكَ في يـدي
ودعِ المزاحَ لذي الطلاقـةِ والددِ
صه غيرَ مأمـورٍ وهـاتِ هـواتناً
دِيَماً تهشّ علـى أَصِـيد الأغـيد
فإذا صغـرتَ فكـنْ وضـيئاً نَيّراً
مثلَ اليراعـةِ في الظـلام الأسود
فإذا وجـدتَ من الفكـاك بوادراً
فابذلْ حياتَـكَ غـيرَ مغلـولِ اليد
فإذا ادّخـرتَ إلى الصباح بسالـةً
فاعلمْ بأن اليومَ أنسبُ من غـد
واسـبقْ رفاقَكَ للقيـود فـإنني
آمـنتُ أنْ لا حـرَّ غيرُ مُقيَّد 
غنى له الفنان احمد المصطفى وخضر بشير. ألّف روايتين هما أميرة البحرين وأميرة فرنسا، كما كتب  كتاب نظرات عابرة والذي يتحدث عن تاريخ الأدب العربي.
توفي في يوم السبت السادس والعشرين من شهر يونيو سنة 1972 داخل  المستشفى العسكري بأمدرمان